# Аграрна реформа в Латвії
Аграрна реформа в Латвії офіційно почалась 1920 року XX століття, в реальності у 1919 р. і завершилась у 1937 році.
На початку XX століття територія сучасної Латвії була розділена на кілька провінцій, які належали Російської Імперії. Трохи більше століття латиші відчули на собі вплив унікальної суміші, коли в місцевому економічному, культурному та політичному житті домінувала олігархія Балтійських Німців, а російська бюрократія перебувала на чолі вищих сфер управління.
У той же самий час Латвія була аграрною країною, де майже дві третини населення було залучено в сільське господарство, що зробило орні землі найбільш важливим ресурсом. Велика частина земель з нерухомістю, однак, належала Балтійському німецькому дворянству, а більшість сільських жителів Латвії не мали ніякої земельної власності. Ця невідповідність була найгострішою проблемою латвійського суспільства того періоду.
Якщо детальніше, то селянам належало 40 % земель, а поміщикам понад 48 %. На території країни проживало багато безземельних селян.
У 1920 році всього нараховувалося 1479 садиб, 294 фільварок і 171 пасторат. Величина садиб (площа землі) в Відземі становила від 15 150 до 130 000 га, в Курземі — від 70 000 до 170 000 га. Здебільшого одному сімейству належало кілька маєтків. Наприклад, сімейству фон Вольфамів у Відземі належало понад 90 маєтків загальною площею 289 894 га.
В 1920 році, Установчі збори створили Аграрну комісію, в яку ввійшли 36 депутатів з різних партій, які до осені 1920-го розробили закон про аграрну реформу. За основу взяли данську модель ведення сільського господарства.
Відбувалися дискусії з наступних питань:
- надання землі у власність чи в оренду;
- виділяти землю безкоштовно чи за плату;
- чи платити компенсації поміщикам;
- чи залишати і якщо так, то яку площу землі поміщикам

Ціна землі була встановлена: 10—20 Ls за 1 гектар землі, залежно від норми прибутку, у родючої землі, дорожче. Учасники визвольних дій платили половину ціни землі. Інваліди війни землі отримали безкоштовно. Закон говорив, що у володінні нових ферм, які виникли в результаті аграрної реформи не повинно бути більше як 22 гектарів землі. Політика спрямована на забезпечення того, щоб виділена площа землі могла бути в змозі оброблена сім'єю, яка нею і володіла. У Латгалії були менш орні землі, і більше охочих людей, і наділи землі були знижені. Перші п'ять років нові ферми були звільнені від оподаткування. Фермери могли позичати в держави гроші за дуже низькою процентною ставкою. Хоча багато з часом не погашало і банкрутувало. Закон заявив, що в майбутньому в «одні руки» можуть бути об'єднані землі площею не більше 50 гектарів.
Реформа земельного законодавства Латвії у вересні 1920 виконала мрії латиських селян, зробивши їх власниками сімейних садиб. Цей крок забезпечив підтримку незалежності, привівши при цьому втрату прихильників комуністичної ідеї в Латвії. Тобто перемогти у громадянській війні з німцями і більшовиками Латвії в чому допомогла ця земельна реформа. Тодішньому уряду Карліса Улманіса вдалося на практиці виконати обіцянку, яку так і не виконали більшовики — дати селянам землю. За Законом про земельну реформу в усіх великих поміщиків націоналізувалися земельні наділи площею понад 100 га, які передавалися до Державного земельного фонду.
Проти аграрної реформи протестували дворяни, але їх претензії відкинула Ліга Націй. У Латгалії польські дворяни від уряду Латвії отримали компенсацію в розмірі 5 млн лат.
Уже в 1922 році відійшли від ідеалів 1918 року і почали ділити землю даром. Кожен міг отримати великий шматок землі від 10 до 22 га, однак, оскільки принципом була національна справедливість, а земля цього принципу не знає, то землі не вистачило і, врешті-решт, давали тільки приблизно 3 га землі кожному. Разом із цим зіткнувся принцип національної справедливості з принципом економічної доцільності.
Трохи перестрибнувши через час, можна сказати, що ту ж саму помилку допустили і в другій реформі в 90-і роки, коли знову домінувала національна справедливість. На відміну від першого разу, коли національна справедливість була спрямована на те, щоб відшкодувати тим, у яких колись щось вкрав «чорний лицар», вдруге національна справедливість повинна була відшкодувати те, що вкрали комуністи. Мотив справедливості, яким би він не був симпатичним, знаходиться в протиріччі з мотивами сучасного господарства.
Проте за колишніми поміщиками, якщо вони відкрито не боролися проти Латвійської Республіки, зберігалося право на володіння від 50 до 100 га землі. Ліси, болота і озера держава зберегла у своїй власності. Вся ж інша фондова земля була розподілена між новими господарями. Право на отримання земельного наділу, за порівняно низькою ціною, мав будь-який громадянин Латвії, який не мав своєї ділянки землі або ж земельна ділянка якого була менше 22 га. Перевага в отриманні землі надавалося тим, хто боровся за свободу Латвії, а також сім'ям загиблих борців. Переважне право на отримання землі було надано також її багаторічним орендарям.
В ході аграрної реформи і виникло велике число маленьких, неконкурентоспроможних господарств, тим не менш, латиський селянин, нарешті став господарем своєї землі.
Зміцнення влади більшовиків у Росії означало, що Латвія залишалась відрізаною від їх основного ринку, але країні вдалося направити експорт до Німеччини та Великої Британії.
Сільське господарство було основною галуззю народного господарства Латвії, що забезпечувала не тільки потреби внутрішнього ринку, а й працювала на експорт. Латвія експортувала бекон, масло (19211 тонн на рік), льон та інші сільськогосподарські продукти. Так, в 1925 році експортне масло вищого ґатунку продавалося по 4,15-4,2 лата за кілограм. На внутрішньому ринку масло коштувало набагато дешевше — близько 3 латів.
Цікаво порівняти ціни і на інші молочні продукти: сир — 30-40 сантимів за кілограм, пастеризоване молоко — 5-5,5 сантима за літр, яйця курячі — 10-14 сантимів за штуку.
Іншим експортним товаром був льон (що зрозуміло, в ті часи всі люди ходили в одязі з натуральних матеріалів), а також необроблена деревина (по цій позиції за 80 минулих років нічого не змінилося). У 1925 році Латвія міцно входила в трійку найбільших постачальників деревини на європейський ринок.
У підсумку реформи було ліквідовано велике поміщицьке землеволодіння, що, своєю чергою, призвело до зниження напруги у суспільстві.